# Лимани Кара
Лимани Кара (грч. Λιμάνι Καρρά) је насељено место у општини Ситонија у периферији Средишња Македонија, Грчка. Према попису из 2021. године било је 16 становника.
Насеље је подигнуто седамдесетих година 20. века и први пут се помиње на попису из 1981. године са 162 становника. Године 2002. је било напуштено, да би 2013. године било обновљено.